# Quản lý chất lượng toàn diện
Quản lý chất lượng toàn bộ", "Quản lý chất lượng đồng bộ hay Quản lý chất lượng toàn diện hoặc quản lý chất lượng tổng thể, tức TQM (Total Quality Management) trước hết là một triết lý về quản trị. TQM tập trung vào việc cải thiện chất lượng sản phẩm, dịch vụ của các công ty. Quản lý chất lượng đồng bộ luôn nhấn mạnh rằng tất cả các hoạt động của công ty cần phải hướng tới việc thực hiện mục tiêu chất lượng. Mục tiêu của TQM là cải tiến chất lượng sản phẩm và thoả mãn khách hàng ở mức tốt nhất cho phép.
TQM được phát triển bởi bậc thầy về quản lý; đó là Edwards Deming J.Juran và A.V.Feigenbaum.